# Trileptium
Trileptium is een geslacht van rondwormen uit de familie van de Thoracostomopsidae.

## Soorten
- T. americanum (Keppner, 1987)
- T. australis Nicholas, 2007
- T. ayum Inglis, 1964
- T. guttatum Cobb, 1920
- T. iacobinum Wieser, 1959
- T. otti Jensen & Gerlach, 1976
- T. parisetum Warwick & Platt, 1973
- T. salvadoriense Gerlach, 1955
- T. stylum Gerlach, 1956
- T. subterraneum (Gerlach, 1952)